# Władysław Kandefer (polityk)
Władysław Andrzej Kandefer (ur. 16 lutego 1939 w Iwoniczu, zm. 10 września 2005) – polski prawnik, doktor nauk ekonomicznych i polityk, poseł na Sejm PRL VIII kadencji.

## Życiorys
Syn Józefa i Emilii, urodził się w rodzinie robotniczej. W latach 1953–1956 należał do Związku Młodzieży Polskiej, był członkiem prezydium zarządu powiatowego w Krośnie, następnie do 1972 członek Związku Młodzieży Socjalistycznej. W ZMS był przewodniczącym Komisji Rad Narodowych Zarządu Głównego w Warszawie. Ukończył studia na Wydziale Prawa i Administracji Uniwersytetu Warszawskiego w 1962, uzyskując wykształcenie wyższe prawnicze. Studium doktoranckie odbył w Wyższej Szkole Nauk Społecznych przy KC PZPR, gdzie uzyskał stopień doktora nauk ekonomicznych w 1985. W 1977 ukończył kurs dla Centralnej Kadry Kierowniczej w Ośrodku Doskonalenia Kadr Kierowniczych przy KC PZPR. W latach 1962–1966 był starzym radcą w Kancelarii Rady Państwa, następnie do 1972 starszym instruktorem w Komitecie Frontu Jedności Narodu w Warszawie.
Podczas studiów działał w Zrzeszeniu Studentów Polskich. W 1961 wstąpił do Polskiej Zjednoczonej Partii Robotniczej. Od 1972 starszy instruktor w Wydziale Organizacyjnym Komitetu Centralnego PZPR, następnie od 1975 do 1980 członek Centralnej Komisji Kontroli Partyjnej. Od 1977 do 1979 był I sekretarzem Komitetu Zakładowego Ministerstwa Administracji, Gospodarki Terenowej i Ochrony Środowiska, a od 1 marca 1979 do 30 września 1981 I sekretarzem Komitetu Wojewódzkiego PZPR w Krośnie (od 1975 sekretarz). Przewodniczący Wojewódzkiej Rady Narodowej w Krośnie, był członkiem zakładowej organizacji partyjnej w fabryce Autosan w Sanoku. Delegat na VII, VIII, IX zjazd PZPR, zastępca członka KC PZPR (1980–1981).
W 1980 uzyskał mandat posła na Sejm PRL VIII kadencji z okręgu Krosno. Zasiadał w Komisji Administracji, Gospodarki Terenowej i Ochrony Środowiska, Komisji Prac Ustawodawczych, Komisji Planu Gospodarczego, Budżetu i Finansów oraz w Komisji Administracji, Gospodarki Przestrzennej i Ochrony Środowiska. Był radcą w Kancelarii Sejmu, pełnił funkcję zastępcy przewodniczącego Głównego Urzędu Kultury Fizycznej i Turystyki (1986–1987). W latach 1986–1988 członek Społecznego Komitetu Odnowy Starego Miasta Zamościa. Ponadto pracował jako radca Ambasady RP w Sofii oraz rządowy doradca w dziedzinie polityki regionalnej i gospodarki turystycznej.

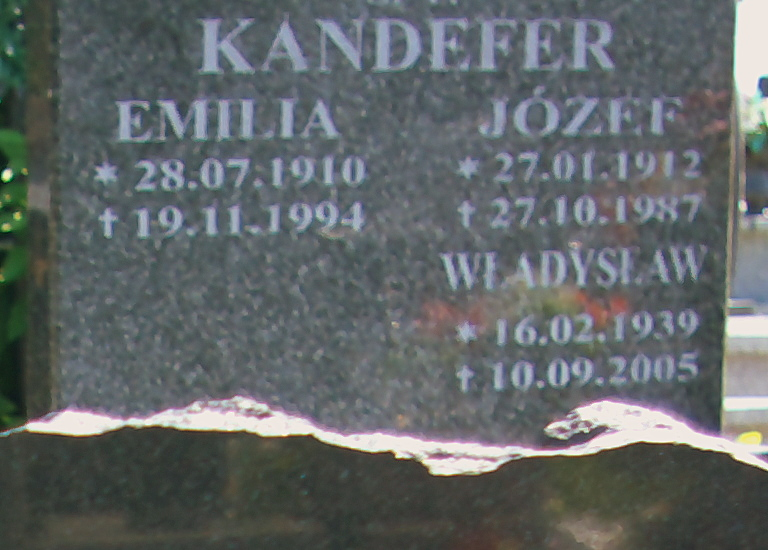
Grobowiec Władysława Kandefera

Był współzałożycielem powołanej w 1994 Wyższej Szkoły Ekonomicznej Almamer w Warszawie, prorektorem i kierownikiem Katedry Turystyki i Rozwoju Regionalnego w tej uczelni. 31 stycznia 2002 został wiceprezesem firmy Polcarbons Sp. z o.o.
Zmarł 10 września 2005. Został pochowany w grobowcu rodzinnym na starym cmentarzu w Iwoniczu.

## Odznaczenia
- Krzyż Kawalerski Orderu Odrodzenia Polski[4]
- Złoty Krzyż Zasługi
- Srebrny Krzyż Zasługi
- Złote Odznaczenie im. Janka Krasickiego
- Srebrne Odznaczenie im. Janka Krasickiego[5]